# Catedral de San Luis (Versalles)
La catedral de San Luis de Versalles o simplemente catedral de Versalles (en francés: Cathédrale Saint-Louis de Versailles) es una iglesia católica situada en la ciudad de Versalles, Francia. Es un monumento histórico de ese país.
Es la sede del obispado de Versalles, creado como obispado constitucional en 1790 y confirmado por el Concordato de 1801.
Fue construida como la iglesia parroquial de San Luis antes de convertirse en la catedral de la nueva diócesis. El edificio es de mediados del siglo XVIII: la primera piedra fue colocada, por el rey Luis XV, el 12 de junio de 1743 y la iglesia fue consagrada el 24 de agosto de 1754. El arquitecto encargado fue Jacques Hardouin-Mansart de Sagonne (1711-1778), nieto del famoso arquitecto Jules Hardouin-Mansart. En 1764 Louis-François Trouard añadió la capilla de la Providencia (ahora la capilla de los Catecismos) en el transepto norte.
Durante la Revolución Francesa fue utilizado como un Templo de la Abundancia, y fue alterada.
Fue escogida y utilizada como catedral por el obispo posrevolucionario, que la prefirió a la Iglesia de Notre Dame de Versalles, que había sido la elección del obispo constitucional anterior. Sin embargo, su consagración como catedral fue retrasada, y no fue realizada hasta 1843 por el obispo de la diócesis, Louis-Marie-Edmond Blanquart de Bailleul. 

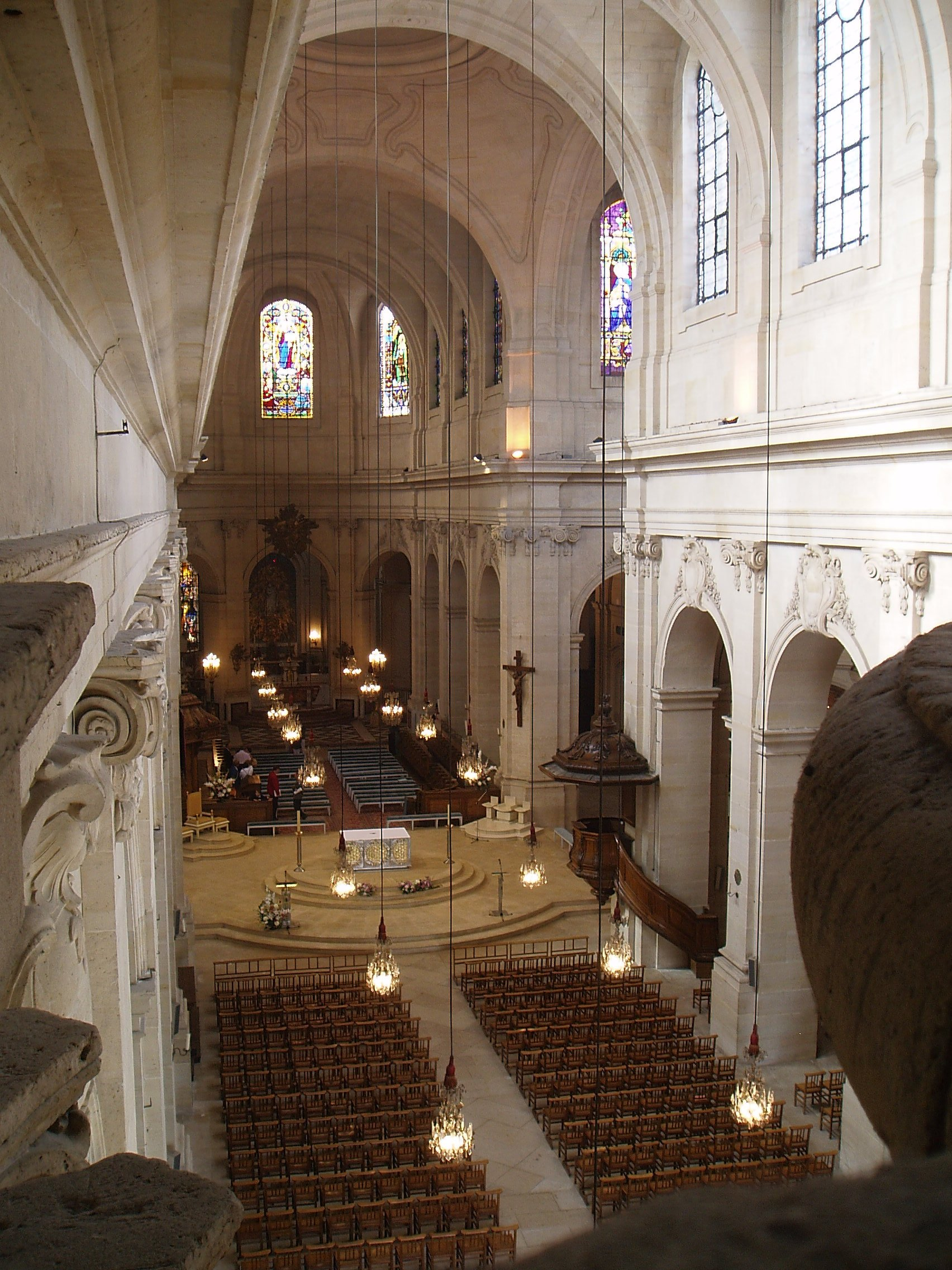
Vista interna